# إميل لارسن
إميل لارسن (بالدنماركية: Emil Larsen)‏ (و. 1991  م) هو لاعب كرة قدم، من الدنمارك، ولد في كوبنهاغن، شارك في كرة القدم في الألعاب الأولمبية الصيفية 2016، يلعب كلاعب وسط.

## مسيرته الكروية
لعب إميل لارسن خلال مسيرته الاحترافية مع 3 أندية في تسعة مواسم وسجل خلالها 42 هدفًا ضمن 197 مباراة. ولم يفز بأي موسم بالكأس أو بالدوري.
خاض إميل لارسن مسيرته مع نادي لينغبي في موسم 2009–10 في المرة الأولى واستمر معه طيلة ثلاثة مواسم ثم في موسم 2016–17 لمدة موسم واحد، مشاركًا طوالها في 87 مباراة سجل خلالها 25 هدفًا. ثم انتقل إلى نادي أودنسه في موسم 2012–13 ليلعب معه أربعة مواسم، حيث شارك في 107 مباراة سجل خلالها 17 هدفًا. لينتقل بعدها إلى نادي كولومبوس كرو ما بين عامي 2016 و2017 لمدة موسم واحد، مشاركًا في 3 مباريات ولم يسجل أي هدف.

## روابط خارجية
- إميل لارسن على موقع الدوري الأمريكي (الإنجليزية)
- إميل لارسن على موقع قاعدة بيانات كرة القدم.إي يو (الإنجليزية)
- إميل لارسن على موقع ناشيونال فوتبول تيمز (الإنجليزية)
- إميل لارسن على موقع Soccerway.com (الإنجليزية)
- إميل لارسن على موقع أوليمبيديا (الإنجليزية)
- إميل لارسن على موقع AS.com (الإسبانية)